# Робертсон, Ларри
Ларри Дэвид Робертсон (англ. Larry David Robertson;  род. 11 июля 1954, Торонто, провинция Онтарио, Канада) — клирик Англиканской церкви Канады, 11-й епископ Юкона (2010—2019).

## Биография
Родился в Торонто 11 июля 1954 года. Церковное служение начал в 1976 году в диоцезе Арктики. В то время он был офицером Церковной Армии — англиканского миссионерского сообщества, члены которого занимаются проповедью Евангелия и христианского образа жизни. В апреле 1986 года был рукоположён в священники. В 2000 году был возведён в епископы и назначен суффраганом диоцеза Арктики. Женат на Шейле Робертсон, в браке с которой стал отцом троих сыновей.
15 мая 2010 года был избран епископом диоцеза Юкон. Вступил на кафедру 18 сентября 2010 года в соборе Христа в Уайтхорсе. Возглавляя епархию, способствовал развитию местного лидерства среди прихожан и клириков диоцеза, а также сотрудничеству и взаимопомощи между приходами. В 2016—2019 годах сочетал служение епископа со служением приходского священника. На покое с 24 августа 2019 года.